# Dranka, Tulciîn
Dranka (în ucraineană Дранка) este localitatea de reședință a comunei Dranka din raionul Tulciîn, regiunea Vinnița, Ucraina.

## Demografie
Componența lingvistică a localității Dranka
     Ucraineană (99,87%)
     Alte limbi (0,13%)
Conform recensământului din 2001, majoritatea populației localității Dranka era vorbitoare de ucraineană (99,87%), existând în minoritate și vorbitori de alte limbi.